# 奧倫峰

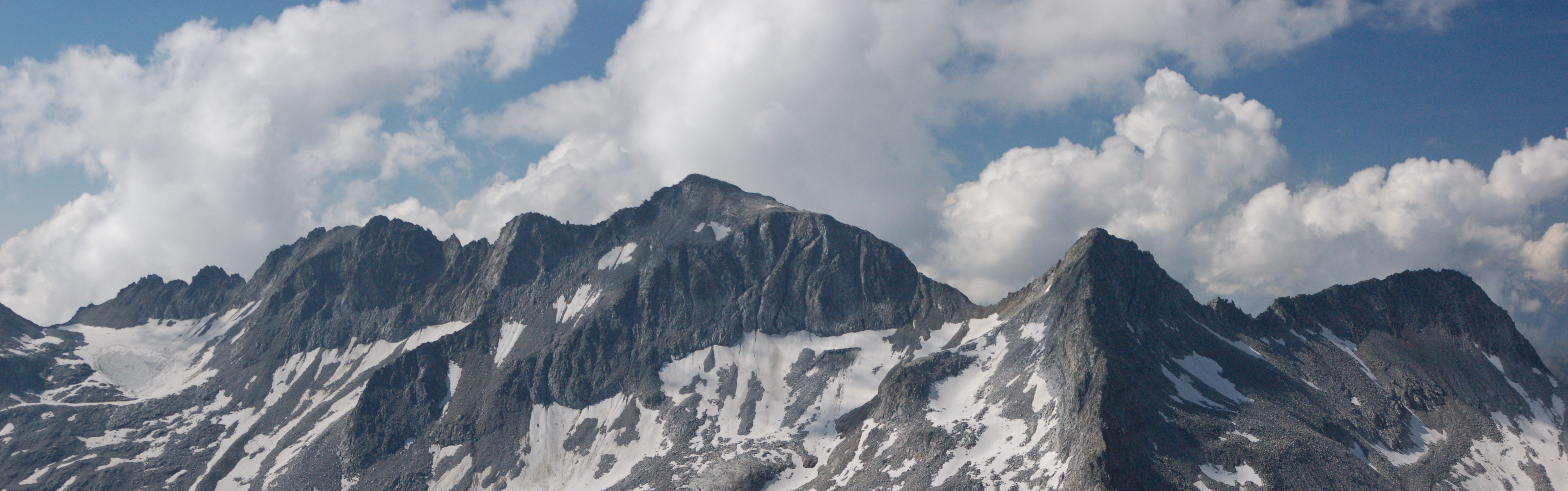

46°54′26″N 12°10′38″E / 46.90722°N 12.17722°E
奧倫峰（德語：Ohrenspitzen），是中歐的山峰，位於奧地利和意大利接壤的邊境，屬於里塞費納山脈的一部分，距離霍赫加爾山2.4公里，該山峰海拔高度3,101米。